# Château Laurier
Il Fairmont Chateau Laurier è uno storico albergo situato a Ottawa nell'Ontario, in Canada.

## Descrizione
L'hotel si trova sopra le chiuse del canale Rideau e si affaccia sul fiume Ottawa. La sala da pranzo principale (ora la Laurier Room) si affaccia sul parco Major's Hill. L'hotel è stato classificato sito storico nazionale nel 1980.
Nel 2013 hotel è stato venduto alla Capital Hotel L.P.